# Роже Міндонне
Роже Міндонне (фр. Roger Mindonnet, 24 грудня 1924, Шатору — 18 березня 2018, Шатору) — французький футболіст, що грав на позиції захисника, зокрема за клуби «Ред Стар», «Ніцца» та «Нансі», а також національну збірну Франції.

## Клубна кар'єра
У дорослому футболі дебютував під час німецької окупації Франції виступами за команду «Ля Беррішонн Шатору». 
Після звільнення країни у 1944 продовжив виступи на футбольному полі, приєднавшись до лав клубу «Ред Стар». Відіграв за паризьку команду наступні три сезони своєї ігрової кар'єри. Більшість часу, проведеного у складі «Ред Стар», був основним гравцем захисту команди.
Протягом 1947—1948 років захищав кольори «Страсбура», після чого на три роки став гравцем «Ніцци».  Граючи у складі «Ніцци» також здебільшого виходив на поле в основному складі команди, допоміг їй 1951 року стати  чемпіоном Франції. 
1951 року перейшов до «Нансі», за який відіграв чотири сезони. Завершив професійну кар'єру футболіста виступами за «Нансі» у 1955 році.

## Виступи за збірну
1949 року взяв участь у чотирьох офіційних матчах у складі національної збірної Франції.
Помер 18 березня 2018 року на 94-му році життя у місті Шатору.
| Дата      | Місто  | Господарі | Результат | Гості     | Турнір           | Голи | Примітки |
| --------- | ------ | --------- | --------- | --------- | ---------------- | ---- | -------- |
| 27-4-1949 | Глазго | Шотландія | 2 – 0     | Франція   | товариський матч | -    |          |
| 22-5-1949 | Коломб | Франція   | 1 – 3     | Англія    | товариський матч | -    |          |
| 4-6-1949  | Коломб | Франція   | 4 – 2     | Швейцарія | товариський матч | -    |          |
| 19-6-1949 | Коломб | Франція   | 1 – 5     | Іспанія   | товариський матч | -    |          |
| Усього    |        | Матчів    | 4         |           | Голів            | 0    |          |

## Титули і досягнення
- Чемпіон Франції (1):

«Ніцца»: 1950-51